# Α-Tocophérol
L'α-tocophérol est une forme de vitamine E qui est préférentiellement absorbée et accumulée par les humains. 
Sa forme estérifiée est commercialisée sous le nom d'Omacor en Europe, et a été renommée Lovaza en Amérique du Nord pour éviter toute confusion avec un autre médicament ayant un nom de consonance similaire. Bien que son emploi principal soit le traitement de l'hypercholestérolémie, elle est également utilisée avec succès comme produit de complément dans le traitement de dépressions récalcitrantes. La molécule correspondante tombe dans le domaine public fin 2012.
1 UI de tocophérol est définie comme 2/3 milligramme de RRR-α-tocopherol (anciennement appelé d-α-tocopherol). 1 UI est également défini comme 1 milligramme d'un mélange à parts égales des huit stéréoisomères.